# كيخسرو الثاني الجاقلي
كيخسرو الثاني الجاقلي هو سياسي عثماني شغل منصب والي في الدولة العثمانية.

## مناصبه
تولى المناصب التالية:
- أمير مسخاتي (1545–1573)